# Ptolemaios II Philadelphos
Ptolemaios II Philadelphus - nghĩa là người (đàn ông) yêu chị mình vì ông cưới chị là Arsinoe II (tiếng Hy Lạp: Πτολεμαῖος Φιλάδελφος, Ptolemaîos Philádelphos" 309 – 246 trước Công nguyên) là vua nhà Ptolemaios của Ai Cập thuộc Hy Lạp từ năm 283 đến năm 246 trước Công nguyên. Ông là con của vị vua khai quốc nhà Ptolemaios -Ptolemaios I Soter và Berenice, và được Philitas của Cos giáo dưỡng. Ông có hai người anh khác mẹ là Ptoleimaos Keraunos và Meleager, đều lên làm vua xứ Macedonia (lần lượt trong các năm 281 và 179 trước Công Nguyên). Cả hai đều tử trận trong cuộc xâm lược của người Gaul các năm 280–279 trước Công nguyên (xem thêm bài Brennus).
Vua Ptolemaios II thừa kế chủ trương chiêu hiền đãi sĩ của vua cha, mở mang "Museion" và thư viện Alexandria. Ông cũng mở mang ảnh hưởng của Ai Cập bằng việc sáp nhập Phoenicia và các phần đất Syria.
Ptolemaios II đã dựng một bia kỷ niệm là Bia đá lớn Mendes. Sau này, các vua từ Ptolemaios III đến Ptolemaios V cũng cho dựng văn bia.

## Trị nước
Ông sinh ra trên đảo Cos. Từ khoảng năm 285 cho đến khoảng năm 283 trước Công nguyên, ông cùng chấp chính với vua cha Ptolemaios I Soter, khởi đầu thời kỳ trị vì của ông. Ông xây dựng Triều đình xa hoa ở đế đô Alexandria.
Nhà vua đã thực thi chương trình tưới tiêu quy mô lớn ở Fayum, làm gia tăng đáng kể sản lượng nông nghiệp của Ai Cập. Ông còn phát huy cơ cấu hành chính do vua cha khởi lập, dựng nên một bộ máy quan liêu vững mạnh để đánh thuế, cai quản và giữ yên quốc gia.
Trong suốt thời trị vì của ông, Ai Cập đã tham gia một số cuộc chiến tranh. Khi mới lên ngôi, ông lâm chiến với vua Antiochos I Soter của Vương quốc Seleukos từ năm 280 đến năm 279 trước Công nguyên, và giành thắng lợi chóng vánh. Ông cũng xâm lấn Ả Rập trong các năm 278 - 274 trước Công nguyên, lại còn cất quân đánh Vương quốc Meroë của người Nubia và chiếm được vùng Hạ Nubia. Anh khác cha của nhà vua là Magas của Cyrene đã gây chiến với ông vào năm 274 trước Công nguyên, và Antiochos I với khát vọng làm chủ vùng Coele-Syria và Judea đã tấn công Ai Cập, khơi mào cuộc Chiến tranh Syria lần thứ nhất. Binh đao diễn ra trong suốt hai ba năm sau đó, và nhà Ptolemaios đã thu được nhiều vùng đất quan trọng ở Tiểu Á và Syria, với sự hỗ trợ đắc lực của hải quân. Những chiến thắng của Vương quốc Ai Cập đã củng cố vai trò của họ như một cường quốc hải quân không thể chối cãi ở miền Đông Địa Trung Hải; hạm đội của ông (112 chiến thuyền) chứa những đơn vị vây hãm trên biển mạnh nhất mọi thời đại, giúp cho nhà vua dễ tiếp cận các thành phố ven biển trong vương quốc ông. Triều đại Ptolemaios đã mở rộng phạm vi ảnh hưởng từ từ quần đảo Cyclades ngoài khơi Hy Lạp tới Samothrace, cùng với các hải cảng và thị trấn ven biển của Cilicia Trachea, Pamphylia, Lycia và Caria. Trong bài thơ "Tuyên dương Ptolemaios Philadelphos", thi sĩ Theokritos xứ Syracuse đã liệt kê các sắc dân trong vương quốc của ông: người Ả Rập, người Ethiopia da đen, người Cyclades, người vùng Cyrenaica và nhiều sắc dân ở Tiểu Á. Ông cũng theo đuổi chính sách thành lập các thị trấn mới và gia tăng dân số nói tiếng Hy Lạp.
Giữa các năm 258 - 262 trước Công nguyên, vua Macedonia là Antigonus II Gonatas đánh tan hạm đội Ai Cập tại Cos, nhưng không thể xâm hại quyền thống trị của nhà Ptolemaios trên biển Aegean. Trong chiến tranh Syrian lần thứ hai với vua Antiochos II Theos nhà Seleukos (sau năm 260 trước Công Nguyên), dù ban đầu ông và đồng minh là vua Eumenes II của Pergamon giành một số thắng lợi, Ptolemaios II thua nhiều trận trên bờ biển Tiểu Á, phải giảng họa và gả con gái là Berenice cho Antiochos II (khoảng năm 250 trước Công nguyên).
Ngoài ra, khoảng thời gian này ông cũng giảng hòa với Magas, theo đó Magas gả con gái là Berenice cho con của Ptolemaios II - tức vua Ptolemaios III sau này. Khoảng năm 250 hoặc 249 trước Công nguyên, Magas mất và con là Demetrius lên kế ngôi. Demetrius bị ám sát và nhà Ptolemaios lấy lại được vùng Cyrene.

### Gia đình
Vợ cả của Ptolemaios II là Arsinoë I, con gái của vua Lysimachos xứ Thrace, sinh hạ cho ông những người con hợp pháp sau:
- Ptolemaios III Euergetes, vua kế tục của ông.
- Lysimachos
- Berenice Phernopherus, cưới vua Antiochos II Theos nhà Seleukos.

Do lập mưu giết ông, Arsinoë I bị nhà vua từ bỏ. Sau đó, ông cưới chị ruột là Arsinoë II, goá phụ của Lysimachos — theo cổ tục Ai Cập - đem lại cho bà các lãnh thổ ven biển Aegean.
Ptolemaios II còn có nhiều cung phi. Với một phụ nữ tên Bilistiche ông có một đứa con trai bất hợp pháp là Andromachou 
Những phi tần khác của ông gồm: Agathoclea (?), Aglais (?) con gái của Megacles, người hầu rượu Cleino, Didyme, người chơi đàn hạc xứ Chios Glauce, người thổi sáo Mnesis, nữ diễn viên Myrtion, người thổi sáo Pothine và Stratonice.

### Cung đình
Sự giàu có về văn hóa và vật chất của triều đình Alexandria đạt đến cao điểm vào thời ông. Đời sống xa hoa và phồn thịnh phát triển mạnh. Nhà vua đã phong thần cho cha mẹ và người chị đồng thời là Vương hậu Arsinoe II, sau khi bà mất năm 270 trước Công nguyên.
Callimachus, người giữ thư viện, Theokritos, và một nhóm các nhà thơ nhỏ hơn, đã tôn vinh Vương triều Ptolemaios.